# Головний біль напруги
Головний біль напруги — найбільш поширений тип первинного головного болю, який може розпочинатися в потилиці, шиї, очах чи навіть інших групах м'язів тіла й, як правило, розповсюджується на обидві сторони голови. Головний біль напруги становить близько 90 % всіх випадків головного болю.
Станом на 2013 рік головним болем напруги страждало близько 1,6 мільярда осіб (20,8 % населення Землі). Цей вид головного болю частіше зустрічається у жінок, ніж чоловіків (23 % й 18 % відповідно).

## Ознаки та симптоми
Головний біль напруги часто описується пацієнтами як відчуття постійного тиску, ніби голова здавлена в лещатах. Біль частіше присутній з обох сторін голови одночасно, за інтенсивністю зазвичай легкий до помірного, але може бути й сильним.

### Частота і тривалість
Головний біль напруги може бути епізодичним або хронічним. Біль вважається епізодичним, якщо виникає менше ніж 15 днів на місяць, в той час як хронічним вважається, якщо виникає 15 або більше днів на місяць протягом як мінімум 6 місяців. Такий біль може тривати від декількох хвилин до декількох днів, місяців або навіть років, хоча типовий головний біль напруги триває 4—6 годин.

## Причини
Провокуючі фактори, які можуть стати причиною головного болю напруги:
- Стрес: як правило, біль виникає у другій половині дня після довгих годин напруженої роботи або після хвилювання
- Депривація сну
- Незручні «стресові» положення та/або погана постава
- Нерегулярний прийом їжі (голод)
- Перевтома очей
- Головний біль напруги може бути викликаний підвищеним тонусом м'язів шиї та голови.

Інша теорія полягає в тому, що біль може бути викликана порушенням функціонування фільтрів болю, які знаходяться в стовбурі головного мозку. Уявлення, що мозок спотворює інформацію — наприклад, від скроневого м'яза або інших м'язів та інтерпретує цей сигнал як біль. Одним з головних нейромедіаторів, який, ймовірно, бере участь серотонін. Докази цієї теорії виходять з того, що хронічний головний біль напруги може успішно вгамований антидепресантами, такими як амітриптілін. Однак анальгетична дія амітриптіліну при хронічному головному болю напруги відбувається не лише завдяки інгібіції зворотного захоплення серотоніну, але, ймовірно, й через інші численні механізми його дії. У пацієнтів з хронічним головним болем напруги підвищений тонус м'язів і шкірна чутливість, яка виражається в низьких механічному, тепловому та електричному больових порогах, збудливості центральних ноцицептивных нейронів (в таламусі) й Корі головного мозку, як вважається, також бере участь у патофізіології хронічного головного болю напруги.

## Профілактика

### Спосіб життя
Пиття води й уникнення зневоднення допомагає в запобіганні головному болю напруги. Уникнення стресу та відпочинок часто сприяють рідшому виникненню головного болю. Алкоголь часто може посилити головний біль. Слідкування за поставою може запобігти головному болю, якщо вже присутній біль у шиї. Вчасне лікування у стоматолога також допоможе запобігти його появі.

### Ліки
Людям, які мають 15 або більше нападів головного болю на місяць, можуть призначатися антидепресанти для полегшення стану. Трициклічні антидепресанти також іноді застосовуються для профілактики. Існує досить слабка доказова база щодо застосування СІЗЗС, пропранололу і міорелаксантів для профілактики головного болю напруги.

## Лікування
Іноді наявний головний біль знімається питтям води й усуненням зневоднення. Якщо симптоми не проходять протягом години, проблему може усунути зменшення стресу.

### Ліки
Такі препарати ацетамінофен, аспірин або ібупрофен, можуть бути ефективними, але, внаслідок побічних ефектів, їх можна вживати лише кілька разів на тиждень. Поєднання анальгетиків, седативних та антигістамінних препаратів, а також барбітуратів часто використовуються лікарями у всьому світі. Однак, часте використання анальгетиків може призвести до іншого типу головного болю — «медикаментозного», який у світовій літературі виділяється вже в окрему нозологічну одиницю.
Ефективність ботулотоксину з точки зору доказової медицини, не доведена, не дивлячись на безліч пропозицій на ринку.

### Фізична терапія

#### Акупунктура
Деякі дослідники вважають застосування акупунктури ефективним при частому або хронічному головному болю напруги.

#### Мануальна терапія
Люди з головним болем напруги часто звертаються до спеціалістів з мануальної медицини й спеціалістів, які працюють зі сполучною тканиною — кінезіотерапевтів, кінезіологів та остеопатів. Дослідження ефективності цих методик неоднозначні. Одні дослідники не знаходять ніяких чітких доказів, що підтверджують ефективність у випадках головного болю напруги. другі — тільки слабкі докази ефективності. А у 2004 році огляд у рамках Кокранівської співпраці виявив, що мануальні методики можуть бути ефективними для мігрені та головного болю напруги, деформації хребта і шиї, а вправи можуть бути ефективні для цервікогенного (того, який походить з шиї) головного болю. Два інших систематичних огляди, опублікованих в період з 2000 року по травень 2005 року не знайшли переконливих доказів на користь мануальної медицини. У 2012 в рамках систематичного огляду мануальної терапії виявлено, що вона може знизити частоту й інтенсивність хронічного головного болю напруги.

#### Кінезітерапія й лікувальна фізкультура
Оскільки головний біль напруги може бути викликаний підвищеним тонусом м'язів шиї та голови, то згідно з міофасціальною теорією, цервікогенний головний біль напруги (або шийна мігрень) виникає через постійний натяг м'язів і фасцій шиї, який передається по міофасціальним лініям напруги (так званим меридіанам, або потягам). Це пояснює деякий позитивний досвід застосування не лише масажу й мануальної терапії, а й фізичних вправ, які проводяться з огляду на ці лінії.

## Епідеміологія
Станом на 2013 рік головні болі напруги діагностовані у близько 1,6 мільярда осіб (20,8 % населення), частіше у жінок, ніж чоловіків (23 % проти 18 % відповідно). попри свій доброякісний характер, головний біль напруги, особливо в його хронічній формі, може дати значну інвалідизацію пацієнтів і лягти тягарем на суспільство в цілому.

## Прогноз
Головний біль напруги, що виникає, як симптом іншого захворювання, не несе небезпеки. Як правило, можна отримати полегшення в результаті лікування основного захворювання. Часте використання знеболюючих препаратів у пацієнтів з головним болем напруги може призвести до розвитку «медикаментозного» головного болю.